# Вишневий Григорій
Вишневий Григорій,  справжнє ім'я та прізвище — Григорій Петрович Карпов (1 січня 1919, хутір Займище — 16 квітня 2007) — український поет, прозаїк, публіцист, перекладач. Член Національної Спілки письменників України (з 1996).

## Біографія
Народився 1 січня 1919 р. на хуторі Займище Блотницької волості Прилуцького повіту Полтавської губернії (тепер Талалаївського району Чернігівської області) в селянській родині. Здобув філологічну освіту в Києві (1940), учителював у смт Дмитрівка недалеко від Ічні. У роки Другої світової війни потрапив у полон під Смоленськом (1941), був вивезений до Німеччини, працював на бауера, у копальні, вчителював в українській гімназії м. Ганновер (Німеччина).
У 1949 р. емігрував до Австралії. Працював робітником, з 1963 р. — вчителем у школі. Студіював журналістику в Мельбурні (1970), потім славістику — в Університеті ім. Монаша (1979). Був учителем і керівником українських суботніх шкіл у Мельбурні (1953–1973), координатором української програми в університеті модерних мов (1975–1992). Друкувався в журналі «Нові дні» (Канада), альманасі «Новий обрій» (Австралія), газеті «Українські вісті» (США). У 1994 р. приїздив в Україну, відвідав рідні місця. Помер 16 квітня 2007 р. у Австралії.

## Творчий доробок
Автор збірок поетичних і прозових творів «Моя любов порання і вечорова» (1992), «Під чужим небом», «На схилі віку», «Золотий штурм»; наукових праць «Фонетика української мови» (1946), «Морфологія української мови» (1947); перекладів Алена Маршалла, Ерлі Вілсона, Генрі Тінглі та інших авторів.
Твори:
- Вишневий Г. Вірші // Новий обрій. Альманах. — Мельбурн, 1999. — Ч. 11. — С. 63-73.
- Вишневий Г. Мова наша страдниця і звитяжниця // Новий обрій. Альманах. — Мельбурн, 1999. — Ч.11. — С. 231–236.
- Вишневий Г. Моя любов порання і вечорова. — Дніпропетровськ: Січ, 1992.
- Вишневий Г. Мазепа. Поема //Рідні голоси з далекого континенту: Твори сучасних українських письменників Австралії / Упоряд. та передм. А. Г. Михайленка. — К.:Веселка, 1993. — С. 218–219.
- [Архівовано 22 серпня 2018 у Wayback Machine.] Вишневий Г. Під чужим небом. — Б.м.: Білі Вежі, 2004. — 85 с.